# Halfback
A halfback (tailback) egy pozíció amerikai futballban. Elsődleges célja az, hogy futásokkal az End Zone felé segítse csapatát. Legtöbbször 1st&10 vagy 3rd&kevés szituációkban használják. Általában az irányító kézből kézbe átadja neki a labdát, ez a handoff. Ezután a fal nyit neki egy rést, ahol átmegy így szerzve yardokat. Ritkán a labdát dobja az irányító, ez a toss.

## Elhelyezkedése

A halfback/tailback elhelyezkedése

A halfbacknek nincs kötött pozíciója, ez a felállástól függ. Abban azonban mindegyik play-ben hasonlít, hogy sosem áll előrébb, mint a QB vagy a Fullback. A leggyakrabb elhelyezkedése:
- Az irányítóval egy oszlopban áll, attól kb. 5 yardra. (Singleback/Ace)
- Az irányító és a fullback mögött közvetlenül egy oszlopban áll. (I-Form)

Ritkán nem is lép pályára.

## Mezszámai
A futók mezszáma a 20-49 közt lehetnek. Pl. Reggie Bush: #25, Michael Turner: #33, Ahmad Bradshaw #44

## Képességei

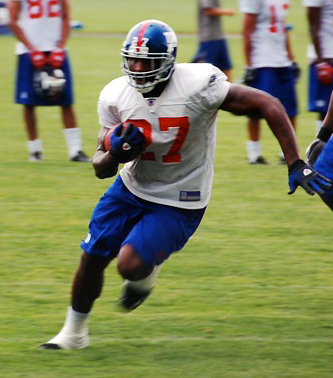
Brandon Jacobs, a NY Giants futója

A halfbackek a lehető legsokszínűbb játékosok. Itt most felsorolunk pár képességet, melynek többségét a HB-k már korán elsajátítják:

### Futás
Minden futójátékost elsősorban erre használják. Ez alapján kétfelé bonthatjuk őket: Speed HB, és Power HB. A Speed HB-k a gyorsaságukat kamatoztathatják a fal melletti futásokkal, az ún. Outside Run-ok. A Power HB-k inside vagy belső futásokkal próbálnak yardokat szerezni.
A 2010/11-es NFL szezon legjobb futói: Michael Turner, Rashard Mendenhall

### Elkapás
Ritkán a HB-k kijönnek a falból vagy mellőle, és megpróbálják szabadra játszani magukat, hogy utána elkaphassanak egy labdát. Ezek a legmagasabb értékű játékosok, melyek futásban és elkapásban egyaránt kiemelkednek. Van egy-két játékos, akik ezeknek a specialistái:
Reggie Bush, Chester Taylor

### Blokkolás
A nagyobb passzjátékoknál, ahol több falember kéne, felküldenek a pályára egy HB-et, aki az irányító előtt állva, megpróbálja távol tartani a blitzeket. Ha nincs embere, megpróbál behátrálni, hogy hátha lesz felvevendő ember. Ezt a fajtát csak a nagyobb termetű halfbackek játszhatják.

### Short yardage futók
Ha 3rd&kevés szituációkban gyakran hívnak fel futójátékosokt, akik pont a "Short yardage" szituációkra vannak. Ilyenkor mindenki a falba áll, és miután az irányító átadta a labdát a fal megpróbál vagy rést nyitni, vagy "beomlasztani" a védőfalat. Ilyen típusú játékosok:Brandon Jacobs, Thomas Jones